# Rugby a 15 ai Giochi della VIII Olimpiade
Al torneo di rugby dei Giochi Olimpici del 1924 disputatisi Parigi presero parte le rappresentative di Francia, Romania e Stati Uniti campioni in carica. Ogni squadra giocò due partite: sia i francesi che gli statunitensi batterono i romeni, rendendo così lo scontro diretto una finale. Vinsero nuovamente gli Stati Uniti, questa volta per 17 a 3. Questa fu l'ultima apparizione del rugby nel programma olimpico.

## Classifica finale
| Pos.    | Nazione     | Risultati              | Risultati          | Risultati          | V | N | P | PT | PF | PS |
| Pos.    | Nazione     | Stati Uniti (bandiera) | Francia (bandiera) | Romania (bandiera) | V | N | P | PT | PF | PS |
| ------- | ----------- | ---------------------- | ------------------ | ------------------ | - | - | - | -- | -- | -- |
| Oro     | Stati Uniti | X                      | 17-3               | 37-0               | 2 | 0 | 0 | 4  | 54 | 3  |
| Argento | Francia     | 3-17                   | X                  | 61-3               | 1 | 0 | 1 | 2  | 64 | 20 |
| Bronzo  | Romania     | 0-37                   | 3-61               | X                  | 0 | 0 | 2 | 0  | 3  | 98 |

## Risultati
| Arbitro: | J. Muntz |

|                                                                      |      |         |
| Jaureguy 4, Got 2 Dupouy 2, Behoteguy 2 Gerintes, Beguet, Etcheberry | mt   |         |
| Beguet 8                                                             | tr   |         |
| Beguet, Behoteguy                                                    | c.p. | Florian |

| Arbitro: | Leyshon |

|  |      |                                  |
|  | mt   | Hyland 4, Patrick 3 Cleaveland 1 |
|  | tr   | Doe 5                            |
|  | c.p. | Doe                              |

| Arbitro: | A. Freethy |

|       |    |                                          |
| Galau | mt | De Groot, Patrick Farish, Rogers Manelli |
|       | tr | Doe                                      |

## Formazioni
| Oro | Argento | Bronzo |
| Stati Uniti Philip Clark Norman Cleaveland Dudley DeGroot Robert Devereux George Dixon Charles Doe Linn Farrish Edward Graff Richard Hyland Caesar Mannelli John O'Neil John Patrick William Rogers Rudolph Scholz Colby Slater Norman Slater Edward Turkington Alan Valentine Alan Williams Charlie Austin R. Brown J. Cashel Hugh Cunningham C. Grondona Joseph Hunter Charles Mehan John Muldoon William S. Muldoon Charles Lee Tilden, Jr. Allenatore: Charlie Austin | Francia René Araou Jean Bayard Louis Béguet André Béhotéguy Alexandre Bioussa Étienne Bonnes Adolphe Bousquet Aimé Cassayet-Armagnac Clément Dupont Albert Dupouy Jean Etcheberry Henri Galau Gilbert Gérintès Raoul Got Adolphe Jauréguy René Lasserre Marcel-Frédéric Lubin-Lebrère Étienne Piquiral Jean Vaysse F. Abraham Marcel Besson François Borde F. Cayrol François Clauzel E. Frayssinet Charles-Antoine Gonnet Louis Lepatey Camille Montade Roger Piteu Eugène Ribère | Romania Dumitru Armăşel Gheorghe Benţia Teodor Florian Ion Gîrleşteanu Nicolae Mărăscu Teodor Marian Sorin Mihăilescu Paul Nedelcovici Iosif Nemeş Eugen Sfetescu Mircea Sfetescu Soare Sterian Atanasie Tănăsescu Mihai Vardala Paul Vidraşcu Dumitru Volvoreanu Nicolae Anastasiade J. Cociociaho Constantin Cratunescu Petre Ghiţulescu Octav Luchide Jean Henry Manu Mircea Stroescu Allenatore: Jean Henry Manu |

N.B.: I giocatori sopra la linea hanno preso parte ad almeno una partita del torneo, gli altri pur essendo inseriti in squadra non hanno mai giocato. Comunque il sito del CIO riconosce come medagliati solo i primi.